# Kazimierzów (powiat łosicki)
Kazimierzów – wieś sołecka w Polsce położona w województwie mazowieckim, w powiecie łosickim, w gminie Stara Kornica.
| SIMC    | Nazwa         | Rodzaj    |
| ------- | ------------- | --------- |
| 0020273 | Koło Jeziorka | część wsi |
| 0020280 | Pod Bagno     | część wsi |

Wierni Kościoła rzymskokatolickiego należą do parafii św. Elżbiety Węgierskiej w Konstantynowie.
W latach 1975–1998 miejscowość należała administracyjnie do województwa bialskopodlaskiego.